# 보코 하람

보코하람의 세력권

전도와 지하드를 위해 선지자의 가르침에 헌신하는 사람들(아랍어: جماعة أهل السنة للدعوة والجهاد 자마아투 알리스 순나 리다아와티 왈지하드[Jama'atu Ahlis Sunna Lidda'Awati Wal-Jihad][*]), 속칭 보코 하람(Boko Haram)은 2001년 결성된 나이지리아의 이슬람 무장단체이다. 보코는 하우사어로 서양식 비 이슬람 교육을 의미하고 하람은 아랍어로 죄, 금기라는 의미로, 보코 하람은 서양 교육은 죄악이라는 뜻이 된다. 서구 문명뿐만 아니라, 생물학, 물리학, 우주학 등을 포함한 모든 과학을 부정하고 있다. 그중에서 다윈주의를 가장 혐오하고 있다. 나이지리아 북부의 완전한 이슬람 국가로서의 독립과 북부 각 주(州)에 샤리아를 도입을 목표로 무장 테러를 전개하고 있으며 나이지리아의 탈레반이라는 별명을 가지고 있다. ISIS는 보코 하람을 그들의 행정 구역으로 보아.이런 맥락에서 이슬람 국가 서아프리카 지부(Islamic State's West Africa Province; ISWAP)라고도 불리었다.
2014년 5월 20일 나이지리아 정부는 보코하람의 테러단체 지정과 무기 금수 조치, 자산동결 등의 제재를 유엔에 요청하였고, 5월 22일 유엔 안전 보장 이사회는 보코하람을 알 카에다와 연계된 테러단체로 규정했다.
보코하람은 이슬람 국가(IS)에 충성을 맹세하면서 양자는 사상적으로 일치된 관계를 이루게 되었다. 그러나 이후 투쟁 방법을 놓고 갈라졌다.

## 군사 반란과 테러

### 2009년
2009년 경찰은 암호명 '오퍼레이션 플러시'(Operation Flush)라는 조직에 대해서 조사에 들어갔다. 7월 26일에는 경찰은 9명의 보코 하람 조직원을 검거하고, 무기를 몰수했다. 이 사건을 계기로 경찰에 대한 보복과 폭동이 광범위하게 퍼져나가게 됐다.

### 2014년
5월 나이지리아 북부 치복에서 여학생 200명을 납치했다. 납치당한 소녀들은 수차례 성폭행을 당하고 총을 들고 전투 훈련까지 받았다고 한다.
6월 3일 나이지리아 북동부 보르노 주(州) 궈자 지역의 고셰, 아타가라, 아가팔와, 아간자 마을에 침입해 400-500명의 마을 주민들을 살해하고 주택과 건물 등에 불을 질렀다. 최근 이들로 인해 나이지리아에서는 1년에 1만명 정도 죽어가고 있다고 한다.
8월 보코하람은 고대 이슬람 칼리프 국가 재건을 선포했다.

### 2015년
2월 현재 나이지리아의 20%를 점령한 채 이웃 나라로 세력을 넓히고 있다.
3월 7일 보코 하람의 지도자 아부바카르 셰카우가 트위터를 통해 이슬람국가(IS)에 충성을 맹세하는 음성메시지를 업로드했다. 이는 IS가 중동과 남아시아에 이어 아프리카로 세력을 넓혀가고 있다는 사례이다.
8월 28일 보코하람은 나이지리아 보르노주 주민 56명을 학살하였다.
12월 10일에는 나이지리아 북동부의 한 마을을 습격해 주민 14명을 살해했고 일부를 참수했다.

## 미국
나이지리아 북동부를 보코하람이 점령하고 있는데, 그 동쪽 접경국이 카메룬이며, 공항이 있는 인근 최대도시는 카메룬 북부주 (카메룬)의 주도인 가루아이다. 인구는 60만명이다. 가루아 국제공항이 있다.
미국은 가루아 국제공항의 카메룬군 기지에 미국 육군 제10산악사단 300명을 배치했다. 10산악사단은 거친환경에 특화된 육군 부대이다.
2015년 10월 14일, 미국 백악관은 이슬람 극단주의 무장단체 보코하람 격퇴 작전을 지원하고자 카메룬에 병력 300명을 파견한다고 발표했다. 지난 11일 선발대 90명이 현지에 도착한 것을 시작으로 순차로 배치될 이들 병력에 전투요원은 포함되지 않았으며, 임무는 현지 지상군 활동을 지원하는 공중 정보·감시·정찰 역할에 그친다. 버락 오바마 대통령은 이날 존 베이너 하원의장에게 파병 계획을 문서로 통보했다.
보코하람은 나이지리아 북동부에 이슬람 신정국가 건설을 꿈꾸며 부녀자 집단납치, 마을주민 학살, 자살폭탄 테러 등을 저질러 왔다. 보코하람의 공격에 2009년 이후 2015년까지 1만 7천 명이 사망하고, 250만 명의 난민이 발생했다.
버락 오바마 대통령은 해외 군대 파견 사실을 48시간 내에 의회에 보고해야 한다는 법에 따라 이날 존 베이너 하원의원에게 통보했다. 이 부대는 최대 300명까지 증원될 수 있다.
2015년 12월 11일, 미국 국방부는 아프리카, 서남아, 중동에 미군기지를 신설하거나 확장해 유기적으로 묶는 계획을 백악관에 제안했다. 계획의 골자는 아프리카 북동쪽의 지부티, 서남아 아프가니스탄의 기존 기지를 확장하고 아프리카 니제르, 카메룬에 기지를 신설해 4대 거점으로 삼는다는 것이다. 이라크 아르빌에 있는 미군 기지도 이들과 연계되는 중동의 거점으로 검토되고 있다. 거점 기지별 병력은 500명에서 5천 명 정도이며 투입 예산은 인건비가 대부분을 차지하는 수백만 달러로 예상된다.
즉, 미국은 소말리아 해적으로 유명한 동아프리카에는 지부티에 미군기지가 있으며, 서아프리카의 문제인 보코하람 격퇴를 위해서는 니제르, 카메룬의 2곳에 미군기지를 신설할 계획이다. 카메룬은 가루아 국제공항 인근에 en:Contingency Location Garoua 미육군기지가 있으며, 니제르에는 2019년 11월 1일, 아가데즈의 아가데즈 공항 남쪽에 미국 공군기지를 건설했다. 무인 정찰기와 감시, 정찰 비행을 실시하면서 완전히 가동되고 있다. 미군은 1억1천만 달러를 투입해 이 공군기지를 완성했다. 항공기지 201호(en:Niger Air Base 201)로 불리는 이 공군 시설은 외딴 사막에 위치한 관계로 여러차례 지연된 끝에 2019년 초 완공되었다. 카메룬 가루아 국제공항에서 서북쪽으로 1000 km 떨어진 곳에 니제르 아가데즈의 항공기지 201호가 건설되었다.

## 같이 보기
- 나이지리아 이슬람 반란
- 탈레반
- 알카에다
- 이슬람 국가